# Jean-Claude Donda
Pour les articles homonymes, voir Donda.
Jean-Claude Donda, né le 16 février 1949, est un acteur et directeur artistique français, spécialisé dans le doublage.

## Biographie
Né en 1949, Jean-Claude Donda est issu d'une famille d'artistes,. Âgé d'une vingtaine d'années et capable de moduler sa voix au bon vouloir, il fait des spectacles d'imitations au cabaret,.
Postulant auprès des studios, il devient voix-off dans la publicité,.
Pratiquant le doublage, il est très prolifique au sein de l'animation, participant notamment à de nombreuses œuvres Disney. Il est la voix de Balthazar Picsou depuis 2014 (succédant à Philippe Dumat et Pierre Baton)[réf. souhaitée], personnage qu'il double notamment dans le reboot de 2017, La Bande à Picsou, de Ludwig Von Drake et Flagada Jones, celle de Winnie l'Ourson depuis 2011 (succédant à Roger Carel), ainsi que la voix de Prof dans le troisième doublage de Blanche-Neige et les Sept Nains.
Il est également la voix de Kerubim Crépin dans les œuvres de l'univers Dofus ainsi que celle de Jerry Lewis dans Totally Spies!.
Dans les jeux vidéo, il est notamment la voix du duo Sam et Max dans le jeu Sam and Max Hit the Road et les jeux Telltale Games Sauvez le monde et Au-delà du temps et de l'espace.
Il est également l'une des voix françaises régulières de Jim Broadbent.
Jean-Claude Donda est aussi connu comme « voix off » en radio. Il a notamment enregistré des annonces pour Europe 2.

### Vie privée
Il est le père de Camille Donda, comédienne également active dans le doublage et d'Alexa Donda, qui est adaptatrice.

## Filmographie
- 2000 : Old School de  Kader Ayd et Karim Abbou : le narrateur
- 2003 : France Boutique de Tonie Marshall : l'acteur Audi
- 2012 : Populaire de Régis Roinsard : un des commentateurs du championnat du monde

## Doublage

### Cinéma

#### Films
- Jim Broadbent dans (10 films) :
  - Harry Potter et les Reliques de la Mort, partie 2 (2011) : Horace Slughorn[n 1]
  - Cloud Atlas (2012) : le capitaine Molyneux / Vyvyan Ayrs / Timothy Cavendish
  - Closed Circuit (2013) : l'avocat général
  - Paddington (2014) : M. Gruber
  - Eddie the Eagle (2015) : le commentateur de la BBC
  - Tarzan (2016) : le premier ministre britannique
  - Paddington 2 (2017) : M. Gruber
  - Gentlemen cambrioleurs (2018) : Terry Perkins
  - Le Voyage du Docteur Dolittle (2020) : Lord Thomas Badgley
  - Paddington au Pérou (2024) : M. Gruber
- Dave Goelz dans (6 films) :
  - Noël chez les Muppets (1992) : Gonzo (voix)
  - L'Île au trésor des Muppets (1996) : Gonzo et le Dr Walbec Bunsen (voix)
  - Les Muppets dans l'espace (1999) : Gonzo et le Dr Walbec Bunsen (voix)
  - Les Muppets, le retour (2011) : Gonzo et le Dr Walbec Bunsen (voix)
  - Opération Muppets (2014) : Gonzo et le Dr Walbec Bunsen (voix)
  - Muppets Haunted Mansion (2021) : Gonzo (voix)
- Martin Seifert (de) dans (4 films) :
  - Bibi et Tina, le film (2014[n 2]) : Dagobert
  - Bibi et Tina : Complètement ensorcelée ! (2014[n 2]) : Dagobert
  - Bibi et Tina : Filles contre garçons (2016[n 2]) : Dagobert
  - Bibi et Tina : Quel tohubohu (2017) : Dagobert
- Anthony Daniels dans (4 films) :
  - Star Wars, épisode VII : Le Réveil de la Force (2015) : C-3PO
  - Rogue One: A Star Wars Story (2016) : C-3PO
  - Star Wars, épisode VIII : Les Derniers Jedi (2017) : C-3PO
  - Star Wars, épisode IX : L'Ascension de Skywalker (2019) : C-3PO
- Frank Oz dans (3 films) :
  - Noël chez les Muppets (1992) : Fozzie (voix)
  - L'Île au trésor des Muppets (1996) : Fozzie (voix)
  - Les Muppets dans l'espace (1999) : Fozzie (voix)
- Eric Jacobson (en) dans :
  - Les Muppets, le retour (2011) : Fozzie (voix)
  - Opération Muppets (2014) : Fozzie (voix)
  - Muppets Haunted Mansion (2021) : Fozzie (voix)
- Bill Barretta dans :
  - Les Muppets, le retour (2011) : le Chef suédois (voix)
  - Opération Muppets (2014) : le Chef suédois (voix)
  - Muppets Haunted Mansion (2021) : le chef suédois (voix)
- Ken Stott dans :
  - Le Hobbit : Un voyage inattendu (2012) : Balin
  - Le Hobbit : La Désolation de Smaug (2013) : Balin
  - Le Hobbit : La Bataille des Cinq Armées (2014) : Balin
- Jon Lovitz dans :
  - L'Irrésistible North (1994) : Arthur Belt
  - Matilda (1996) : Sticky Host
- Joe Pantoliano dans :
  - Comme chiens et chats (2001) : Peek (voix)
  - Comme chiens et chats: La Revanche de Kitty Galore (2010) : Peek (voix)
- William H. Macy dans :
  - Pur Sang, la légende de Seabiscuit (2003) : Tick Tock McGloughlin
  - Bande de sauvages (2007) : Dudley Frank
- 1946 : Une question de vie ou de mort : Dr Frank Reeves (Roger Livesey) (pour la sortie DVD[5])
- 1993 : Allô maman, c'est Noël : un chien de la fourrière [Qui ?]
- 1998 : Godzilla : le colonel Hicks (Kevin Dunn)
- 2000 : Peines d'amour perdues : Costard (Nathan Lane)
- 2000 : Fous d'Irène : le narrateur (Rex Allen Jr.) (voix)
- 2001 : 102 Dalmatiens : Alonzo (Tim McInnerny)
- 2002 : Le Crime du père Amaro : Padre Natalio Pérez (Damián Alcázar)
- 2003 : L'Apprentie sorcière : l'oiseau-secrétaire (Lennie Weinrib) (2e doublage)
- 2003 : Peter et Elliott le dragon : Lampie (Mickey Rooney) (2e doublage)
- 2003 : George de la jungle 2 : Ape, le gorille (Richard Mueck) (voix)
- 2004 : Fahrenheit 9/11 : voix-off (Michael Moore)
- 2006 : Faussaire : Howard Hughes (Milton Buras)
- 2006 : Garfield 2 : Christophe, l'oie (Sharon Osbourne) (voix)
- 2007 : Alerte à Miami : Reno 911 ! : le lieutenant Jim Dangle (Thomas Lennon)
- 2007 : Cours toujours Dennis : Chris Hollins (Chris Hollins (en))
- 2007 : American Gangster : l'annonceur DJ (Nino Del Buono)
- 2007 : Spider-Man 3 : le maître d'hôtel (Bruce Campbell)
- 2008 : Semi-pro : Dick Pepperfield (Andrew Daly[5])
- 2009 : Les deux font la père : Dan (Robin Williams)
- 2010 : Fighter : un commentateur [Qui ?]
- 2011 : Real Steel : l'annonceur au Spectrum Ring (Ken Alter)
- 2014 : Monuments Men : un journaliste radio [Qui ?]
- 2015 : Le Hobbit : Le Retour du roi du Cantal : Balin (Alexandre Loubeyre)
- 2017 : La Belle et la Bête : M. Jean / M. Samovar (chant) (Gerard Horan)
- 2017 : Undercover Grandpa (en) : Giovanni (Paul Sorvino)
- 2017 : La Mort de Staline : Joseph Staline (Adrian McLoughlin (en))
- 2018 : Carnage chez les Puppets : la voix-off de l'émission "Happy Time Gang" et Puppet Sanglier [Qui ?] (voix)
- 2018 : Jean-Christophe et Winnie : Winnie l'ourson (Jim Cummings) (voix)
- 2018 : Bumblebee : ? (?)
- 2018 : Tanks for Stalin : Vasily Krivich (Dmitriy Podnozov)
- 2019 : The Irishman : Don Rickles (Jim Norton)
- 2019 : Marriage Story : Franck (Wallace Shawn)
- 2019 : The Highwaymen : Henry Barrow (William Sadler)
- 2020 : Eurovision Song Contest: The Story of Fire Saga : Graham Norton (Graham Norton)
- 2021 : La Vie extraordinaire de Louis Wain : Sir William Ingram (Toby Jones)
- 2022 : Le Livre de Catherine (en) : Lord Gideon Sidebottom (David Bradley)
- 2023 : Creed 3 : Al Bernstein (Al Bernstein (en))
- 2023 : Believer 2 (en) : M. Lee (Tzi Ma)

#### Films d'animation
- 1937[n 3] : Blanche-Neige et les Sept Nains : Prof
- 1943[n 4] : Petit Poulet  : Coq Ramonard / Dinde Cocagner
- 1946[n 5] : La Boîte à musique : le narrateur de Casey au bâton
- 1954[n 5] : Casey at the Bat (court-métrage) : le narrateur
- 1958[n 5] : Paul Bunyan (court-métrage) : Shot Gunderson
- 1977[n 6] : Bugs Bunny : Joyeuses Pâques (en) : Sir Loin
- 1977[n 7] : Les Aventures de Winnie l'ourson : Winnie l'Ourson
- 1978[n 8] : La Folle Escapade : Cinquain
- 1987 : Les Aventures des Chipmunks : un des sbires de Claudia et voix additionnelles
- 1990 : La Bande à Picsou, le film : Le Trésor de la lampe perdue : Flagada Jones
- 1992 : Porco Rosso : le banquier, l'armurier, la voix de la radio et un client du bar
- 1993 : David Copperfield : M. Grimby
- 1993 : L'Étrange Noël de monsieur Jack : le père vampire et un policier
- 1997 : Toyland : Le Pays des jouets : Humpty Dumpty, voix traductrice, le cuisinier et le chat de Barnaby
- 1998 : La Belle et la Bête 2 : Le Noël enchanté : Lumière
- 1998 : Buster et Junior : Buster
- 1999 : Le Monde magique de la Belle et la Bête : Lapage, Frappe, Concertina
- 1999 : Scooby-Doo et le Fantôme de la sorcière : M. le maire et M. McKnight
- 1999 : Elmo au pays des grincheux : Toccata, Bart, Bébé Ours, le Grincheux Policier
- 1999 : Doug, le film : M. White
- 2000 : Le Prince de Noël : l'oncle Drosselmeyer et Vieille cacahuète
- 2000 : Toy Story 2 : le nettoyeur, un Martien et la voix publicitaire
- 2000 : Le Gâteau magique : Sam et Fergus
- 2000 : La Petite Sirène 2 : Tip (voix chantée)
- 2000 : Dingo et Max 2 : Les Sportifs de l'Extrême : le professeur d'arithmétique
- 2000 : Les Aventures de Tigrou : Winnie l'ourson (voix chantée)
- 2002 : Les 101 Dalmatiens 2 : Sur la trace des héros : Courant d'air
- 2002 : Mickey, le club des méchants : voix additionnelles
- 2003 : Les Triplettes de Belleville : la voix-off et l'animateur de la course cycliste (création de voix)
- 2003 : Le Livre de la jungle 2 : voix additionnelles
- 2003 : Les Énigmes de l'Atlantide : Enzo
- 2003 : Les Aventures de Porcinet : Winnie l'ourson (voix chantée)
- 2004 : Shrek 2 : l'annonceur royal
- 2004 : Les Aventures de Petit Gourou : Winnie l'ourson (voix chantée)
- 2005 : Batman contre Dracula : Dracula
- 2005 : Les Noces funèbres : Emil et Sir Humphrey
- 2005 : Vaillant, pigeon de combat ! : le commentateur des années 1950
- 2005 : Pinocchio le robot : Spencer
- 2005 : Plume et l'Île mystérieuse : Caruso
- 2005 : Winnie l'ourson et l'Éfélant : Winnie l'ourson (voix chantée)
- 2005 : Winnie l'ourson : Joyeux Noël : Porcinet / Winnie l'ourson (voix chantée)
- 2005 : Winnie l'ourson : Je t'aime toi ! : Winnie l'ourson (voix chantée)
- 2006 : Rox et Rouky 2 : Chef
- 2006 : Bambi 2 : Maître Hibou
- 2006 : The Wild : Benny, l'écureuil
- 2006 : Cool attitude, le film : Dr Carver
- 2007 : Blanche-Neige, la suite : les sept nains et le Grand Veneur
- 2007 : Lenore, la petite fille morte vivante : le narrateur
- 2009 : Totally Spies, le film : Jerry
- 2009 : Là-haut : la voix-off des actualités cinématographiques[6]
- 2009 : Superman/Batman : Ennemis publics : Captain Atom, le présentateur et Captain Cold
- 2010[n 9] : Superman/Shazam! Le Retour de Black Adam (en) : Black Adam
- 2010[n 9] : Green Arrow (en) : Merlyn et Sylvester (court métrage)
- 2010[n 9] : Jonah Hex (en) : voix additionnelles (court métrage)
- 2010[n 9] : The Spectre (en) : Foster Brenning, Flemming et le capitaine de la police (court métrage)
- 2010 : L'Illusionniste : Tatischeff et le vieil illusionniste sous l'apparence frappante de Jacques Tati lui-même
- 2010 : Superman/Batman : Apocalypse : voix additionnelles
- 2010 : Batman et Red Hood : Sous le masque rouge : Ra's al Ghul
- 2011 : Green Lantern : Le Complot : Appa Ali Apsa et les Armuriers
- 2011 : Green Lantern : Les Chevaliers de l'Émeraude : Atrocitus, Ganthet et Kentor
- 2011 : La Ballade de Nessie : Tycoon McFrogal (court métrage)
- 2011 : Winnie l'ourson : Winnie l'Ourson[n 1]
- 2011 : Les Schtroumpfs : le Schtroumpf narrateur
- 2011 : Rango : Spoons
- 2011 : LEGO Star Wars : La Menace Padawan : C-3PO et le narrateur
- 2012 : Superman contre l'Élite : le Crâne atomique et l'ambassadeur Bialyais
- 2012 : Batman: The Dark Knight Returns : Dr Wolper, Silk, le maire, Morrie, Anchor Ted et Femur
- 2012 : Drôles d'oiseaux : Mushana
- 2013 : Les Schtroumpfs 2 : le Schtroumpf narrateur
- 2013 : Les Schtroumpfs et la Légende du cavalier sans tête : le Schtroumpf narrateur (court-métrage)
- 2013 : Monstres Academy : Don Carlton
- 2013 : Tom et Jerry : Le Haricot géant : Meathead, Barney l'ours, Humpty Dumpty
- 2013 : L'Apprenti Père Noël et le Flocon magique : M. Rassi, Ronchon et Contrario (création de voix)
- 2013 : La Ligue des justiciers : Le Paradoxe Flashpoint : Deathstroke / Slade Wilson, Grifter, Captain Boomerang, Dr Vulko et James
- 2013 : Superman contre Brainiac : Zor-El et voix additionnelles
- 2013 : Justin et la Légende des Chevaliers : Melquiades
- 2014 : Le Fils de Batman : Ra's al Ghul
- 2014 : Clochette et la Fée pirate : Bâbord, le gros pirate
- 2014 : Scooby-Doo : Aventures en Transylvanie : Iago et Smithla, agent du FBI
- 2014 : Astérix : Le Domaine des dieux : voix additionnelles (création de voix)
- 2015 : Scooby-Doo et le Monstre de la plage : Kurt
- 2015 : Avril et le Monde truqué : le commissaire Derouge (création de voix)
- 2015 : Dofus, livre 1 : Julith : Kerubim Crépin (création de voix)
- 2015 : Vice-versa : Dave, le gardien du subconscient
- 2015 : Mune, le Gardien de la Lune : Xolal (création de voix)
- 2015 : Les Pierrafeu & WWE : Catch Préhistorique ! (en) : Fred Pierrafeu et Monsieur Ardoise
- 2016 : Zootopie : Flash, le paresseux
- 2016 : Sausage Party : Tequila
- 2016 : Robinson Crusoé : Scrubby (création de voix)
- 2017 : Cars 3 : le commentateur sportif de 1954
- 2018 : Ralph 2.0 : C-3PO et Grincheux
- 2019 : Arctic Justice: Thunder Squad : M. Propriétaire (le morse)
- 2020 : LEGO Star Wars : Joyeuses Fêtes (en) : C-3PO
- 2022 : LEGO Star Wars : C'est l'été ! (en) : C-3PO
- 2022 : Avalonia, l'étrange voyage : le narrateur du reportage
- 2023 : Il était une fois un studio : Winnie l'ourson et Flash (court métrage)
- 2024 : Vice-versa 2 : Dave, le gardien de subconscient
- 2025 : Plankton, le film (en) : Plankton (voix chantée)

### Télévision

#### Téléfilms
- 2001 : Attila le Hun : Théodoric Ier (Liam Cunningham)
- 2002 : En direct de Bagdad : Naji Al-Hadithi (David Suchet)
- 2002 : Au cœur des flammes : John Orr / Aaron Stiles (Ray Liotta)
- 2005 : Le Magicien d'Oz des Muppets : Gonzo et Dr Walbec Bunsen (Dave Goelz) (voix), Fozzie (Eric Jacobson) (voix)

#### Séries télévisées
- Tzi Ma dans :
  - 24 Heures chrono (2005-2007) : Cheng Zhi (13 épisodes)
  - Lie to Me (2010) : Mr Chen (saison 2, épisode 15)
  - Le Maître du Haut Château (2016) : le général Onoda (saison 2)
- Robert Glenister dans :
  - MI-5 (2006-2010) : Nicholas Blake (15 épisodes)
  - C.B. Strike (2020) : Jasper Chiswell (saison 3)
  - Suspicion (2022) : Martin Copeland (6 épisodes)
- Dave Goelz dans :
  - Le Muppet Show (1976-1981[n 10]) : Gonzo et Dr Walbec Bunsen (voix)
  - Le Nouveau Muppet Show (en) (2020) : Gonzo et Dr Walbec Bunsen (voix)
- Bernard White dans :
  - Lie to Me (2009) : l’Imam Amir Hadad (saison 1, épisode 13)
  - The Brink (2015) : le général Haroon Raja (4 épisodes)
- Paul Sorvino dans :
  - Bad Blood (2017) : Nicolo Rizzuto (saison 1)
  - Godfather of Harlem (2019-2021) : Frank Costello (13 épisodes)
- Anthony Daniels dans :
  - Obi-Wan Kenobi (2022) : C-3PO (mini-série)
  - Ahsoka (depuis 2023) : C-3PO
- 1976-1981[n 10] : Le Muppet Show : Fozzie (Frank Oz) (voix), le Chef suédois (Jim Henson) (voix)
- 1998 : Living in Captivity (en) : Carmine Santucci (Lenny Venito) (8 épisodes)
- 1998 : De la Terre à la Lune : Frank Borman (David Andrews) (mini-série)
- 2000 : Roswell : l'animateur radio (Michael Yurchak) (saison 1, épisode 14)
- 2001-2003 : Le Livre de Winnie l'ourson : Winnie l'ourson (Jim Cummings) (voix chantée)
- 2002 : 24 Heures chrono : l'ambassadeur Shareef (Alexander Zale) (saison 2, épisode 5)
- 2002 : MI-5 : Derek Morris (Julian Wadham) (saison 1, épisode 2)
- 2002-2003 : The Shield : Hector (Frank Merino) (saison 1, épisode 6) et l'inspecteur Branning (Marc Goldsmith) (saison 2, épisode 6)
- 2003 : Le Justicier de l'ombre : Lewis Bernard (Robert Pastorelli)[5] (saison 2, épisode 8)
- 2003 : Everwood : Daniel Sullivan (Beau Bridges) (saison 2, épisode 7)
- 2003 : Boston Public : Charlie Bixby (Dennis Miller) (saison 4, épisode 7)
- 2004 : La Star de la famille : Leo (Joe Grifasi)[5] (saison 1, épisode 14)
- 2004 : État d'alerte : Julaidin (Hassani Shapi)[7] (6 épisodes)
- 2005 : Cold Case : Affaires classées : John Powell (Googy Gress) (saison 2, épisode 18)
- 2005-2007 : Ghost Whisperer : Owen (Mel Rodriguez) (saison 1, épisode 3) et Harold le médecin légiste (Curtis Armstrong) (saison 2, épisode 17)
- 2006-2008 : Hannah Montana : M. Dontzig (Paul Vogt) (4 épisodes)
- 2011-2012 : Desperate Housewives : le révérend Sikes (Dakin Matthews)[n 1] (2e voix, saisons 7 et 8)
- 2011-2012 : Game of Thrones : Maester Luwin (Donald Sumpter) (14 épisodes)
- 2013 : Hercule Poirot : Abe Ryland (James Carroll Jordan) (épisode Les Quatre)
- 2013 : Unforgettable : Jack Paulson (John Scurti) (saison 2, épisode 1)
- 2013-2015 : Grimm : Robert Hadley (David Bodin) (saison 2, épisode 19), le roi Frederick (Dan Kremer) (3 épisodes) et Frank Ellis (Todd Van Voris) (saison 3, épisode 20)
- 2013-2018 : House of Cards : Walter Doyle (Kenneth Tigar) (4 épisodes)
- 2014 : Major Crimes : M. Kleiner (Harry Groener) (saison 3, épisode 3)
- 2014 : 1864 - Amours et trahisons en temps de guerre : le baron Severin (Bent Mejding) (mini-série)
- 2016 : Guerre et Paix : le prince Nicolas Bolkonsky (Jim Broadbent) (mini-série)
- 2017 : Genius : Max Planck (Ralph Brown) (saison 1)
- 2018 : A Very English Scandal : Leo Abse (Anthony O'Donnell (en)) (mini-série)
- 2018 : The Good Cop : Wendell Kirk (John Scurti (en)) (5 épisodes)
- 2019 : Young Sheldon : Alf (Paul Fusco) (voix - saison 2, épisode 11)
- 2019 : Un espion très recherché : Václav Vlach (Jan Vlasák)
- 2019-2020 : Coisa Mais Linda : Ademar Carone (João Bourbonnais) (8 épisodes)
- 2020 : Le Nouveau Muppet Show (en) : Fozzie (Eric Jacobson (en)) (voix), le Chef suédois (Bill Barretta) (voix), Statler (Peter Linz (en)) (voix)
- 2020 : Les Enquêtes de Vera : Nasir Ali (Ajay Chhabra (en)) (saison 10, épisode 1)
- 2020 : Life (en) : Henry Reynolds (Peter Davison) (mini-série)
- 2021 : Falcon et le Soldat de l'Hiver : Yori (Ken Takemoto) (mini-série)
- 2022 : The Rookie : Le Flic de Los Angeles : William Bloomfield (Mark Harelik) (saison 4, épisode 18), l’agent Keegan (David Gianopoulos) (saison 4, épisode 19) et un agent du FBI [Qui ?] (saison 4, épisode 20)
- 2023 : La Folle Histoire du monde 2 : le narrateur (Mel Brooks) (voix, mini-série)
- 2023 : Secret Invasion : le commandant du FSB (Ventsislav Yankov) (mini-série)
- 2024 : Avatar, le dernier maître de l'air : Maître Pakku (A Martinez)
- 2024 : Nightsleeper : Fraser Warren (James Cosmo) (mini-série)
- 2024 : From : Henry Kavanaugh (Robert Joy) (saison 3)
- 2025 : Paradise : Henry Baines (Matt Malloy)
- 2025 : Mauvais suspect (en) : Sir Michael Wright (en) [Qui ?]
- 2025 : Complicités : Jerry McCabe (Keone Young) et Ron Shapiro (Jackie Martling) (mini-série)

#### Séries d'animation
- 1941-1943 : Superman[n 11] : le narrateur (1re voix) et voix additionnelles
- 1972[n 12] : Mazinger Z : Baron Ashula (version homme)
- 1979[n 12] : Nell : Brass
- 1979-1980[n 13] : Le Tour du Monde de Lydie (en) : Boris et le grand-père de Lydie[8]
- 1988 : Richie Rich : Cadbury, le père de Richie et voix diverses
- 1988-1991 : La Bande à Picsou : Flagada Jones et La Science (le leader des Rapetou)
- 1989-1992 : Les Nouvelles Aventures de Winnie l'ourson : voix additionnelles
- 1989 : Bouli : Crapahute et Bouli chasse (création de voix)
- 1989-1991 : Denver, le dernier dinosaure : Denver (onomatopées), Freddy, Dr Funt et voix diverses
- 1990-1992 : Sharky et Georges : voix additionnelles
- 1990-1992 : Tic et Tac, rangers du risque : Mole, Wart, Monsieur Dame, Plato, Rat Capone et voix additionnelles
- 1991-1993 : Michel Vaillant : Quincy, Bob Cramer et Steve Warson (création de voix)
- 1992-1994 : Myster Mask : Flagada Jones, Poker Naze, Chapi Pounet, le présentateur des infos, Crosby, Mascarpone, le chef du gang du fromage / Bill Flotte (épisode 26)
- 1992 : C.L.Y.D.E. : Alberto, le parasite rouge et personnages secondaires
- 1993 : Baby Folies : Bogey, Scrogneugneu, Crooner, Sigmund et Albert (création de voix)
- 1993-1999 : Les Histoires du père Castor : voix additionnelles (création de voix)
- 1994 : La Petite Sirène : la Crevette
- 1994 : Zoo Cup : Jean-Baptiste Le Pied (le serpent commentateur) (création de voix)
- 1994 : Bonkers : Cadet Qwark, Errol Fouine, l'ordinateur central (épisode 26), la jument (épisode 51), Talkie (épisode 55)
- 1994-1997 : Léo et Popi : le narrateur (création de voix)
- 1995 : Les Sales Blagues de l'Écho : voix diverses (création de voix)
- 1995 : Il était une fois... : le narrateur (création de voix)
- 1995 : Dodo, le retour : Dodo (2e voix) et interprète du générique (création de voix)
- 1995 : Les Tribulations du Cabotin : Chico
- 1996 : Scooby-Doo : Agence Toutou Risques : le père de Scooby-Doo et voix diverses (saisons 2 à 4)
- 1996-1997 : Jungle Show : voix diverses[9] (création de voix)
- 1996-1998 : Docteur Globule : Dr Globule, Horrifido, Vermine et interprète du générique
- 1997 : Les Jules, chienne de vie... : Dédé, M. Bulle et M. Rex (création de voix)
- 1997 : Les Zinzins de l'espace : voix additionnelles (création de voix)
- 1998 : Les Dieux de l'Olympe[10] : Héphaïstos (voix de remplacement, épisode 1) et Poséidon (épisode 3) (création de voix)
- 1998 : Hercule : Bellérophon et un citoyen (épisode 37)
- 1998-2001 : Timon et Pumbaa : voix additionnelles
- 1998-2000 : Loups, sorcières et géants : le narrateur[11]
- 1998-2000 : Doug : M. White (2e voix, version Disney)
- 1999 : Inspecteur Mouse : l'inspecteur Mouse
- 1999-2001 : Les Mille et Une Prouesses de Pépin Troispommes : Prince-Sans-Rire et Mordicus (création de voix)
- 1999-2002 : Rougemuraille : Basile le lièvre
- 2000 : Kipper : Ghost
- 2000 : Little People : personnages divers
- 2000-2001 : Fantômette : le Masque d'argent, Tony Truand (le patron d'Œil-de-Lynx), le majordome du Masque d'argent, le général Ganache et Gontran (création de voix)
- 2000-2003 : Norman Normal : l'Arnaqueur, M. Mitzonine, le grand-père de Norman, Boris et voix additionnelles
- 2001 : Momie au pair : Calamar (création de voix)
- 2001-2024 : Totally Spies! : Jerry Lewis et Terrence, le frère de Jerry
- 2001-2002 : Cartouche, prince des faubourgs : Galichon et De Machaut (création de voix)
- 2001-2003 : Tous en boîte : Ludwig Von Drake (voix chantée), Lumière (2e voix, saison 2), le père du temps, Tweedledum et Tweedledee
- 2001-2003 : Les Voyages de Balthazar : le narrateur (création de voix)
- 2001-2008 : Billy et Mandy, aventuriers de l'au-delà : voix additionnelles
- 2002-2004 : Funky Cops : Walker, Wang Bang et voix additionnelles
- 2002-2005 : Stanley : Harry
- 2002-2006 : Cool Attitude : Dr Payne, Raja le tigre, Percy Proud, Omar et Magic Kelly (1re voix)
- 2002 : Tibère et la maison bleue : Pip
- 2003 : L'Odyssée : Poséidon (création de voix)
- 2003-2019 : Martin Matin : M. Cornichon, Justin Matin et voix additionnelles (création de voix)
- 2003 : Les Aventures fantastiques du commandant Cousteau : Morse et Basile (création de voix)
- 2003-2004 : Marsupilami : Rico Bolino (épisode 7) / Joe le Bracque (épisode 9) / Salvador Dallas (épisode 10) / Pr Zorus Marsu (épisode 11) (création de voix)
- 2003-2004 : Moi Willy, fils de rock star : Ziggy, le père de Quincy (1re voix - saison 1, épisode 1), Monsieur Malfactor et voix additionnelles
- 2004-2005 : Quoi d'neuf Scooby-Doo ? : personnages secondaires
- 2005 : Star Wars : The Clone Wars : San Hill et K'Kruhk
- 2005 : Bromwell High : Roger Bibby
- 2005-2006 : Krypto le superchien : Maléficat, Bulldog, Tail Terrier, Lex Luthor et voix additionnelles
- 2005-2017 : Yakari : Roc Tranquille, Œil-de-Bouillon et Celui-Qui-Sait (création de voix)
- 2005-2007 : American Dragon : Jake Long : Luong Lao Shi, le grand-père de Jake
- 2006-2007 : Rantanplan : voix additionnelles (création de voix)
- 2006-2007 : Shuriken School : Naginata, Yota Sugimura et la femme de ménage (création de voix)
- 2006-2007 : Team Galaxy : voix additionnelles (création de voix)
- 2006-2014 : Ozie Boo ! : M. Pélican
- 2007 : Lilo et Stitch, la série : Luong Lao Shi, le grand-père de Jake (épisode 64, cross-over avec American Dragon : Jake Long)
- 2007-2008 : Ben 10 : Sublimino, Donovan Grand Smith, M. Carillon
- 2007-2008 : Bunnytown (en) : Roi Bunny
- 2007-2009 : Adibou : Aventure dans le corps humain et Adibou : Aventure objectif Terre : Robitoc et Bouzzy Gouloum (création de voix)
- 2007-2010 : Manny et ses outils : Molo et Tourny
- 2008-2009 : El Tigre : Les Aventures de Manny Riviera : Grand Papi et Puma Loco
- 2008-2009 : Animalia : Iggy
- 2008-2011 : Batman : L'Alliance des héros : Mongul, Ra's al Ghul, Dr Sivana, Merlin l'enchanteur, Sinestro, Sherlock Holmes, Wong Fei, César, Shazam, Mousquetaire, Jeffrey Ross, Starman, Alan Scott, Captain Boomerang et ‘Mzing Man
- 2008-2011 : Mes amis Tigrou et Winnie : Winnie l'ourson (voix chantée)
- 2008-2018 : Magic : Papi (création de voix)
- 2008-2014 : Star Wars: The Clone Wars : le narrateur (saisons 1 à 4 puis 7), C-3PO (2e voix), Wat Tambor (1re voix), Mot-Not-Rab (épisodes 54 et 55), voix additionnelles
- 2009-2010 : Ben 10: Alien Force : Pr Paradox
- 2009 : Claude l'ours polaire : le narrateur (création de voix)
- 2009-2012 : SpieZ! Nouvelle Génération : Jerry Lewis / Terence (création de voix, épisodes 35 et 36)
- 2009-2012 : Gorg et Lala : les Gérard et les Gérardine (création de voix)
- 2010-2011 : Captain Biceps : Croco Boy, le mexicain, Lucky Man et voix additionnelles (création de voix)
- 2010-2012 : Super Hero Squad : Miek (en)
- 2010-2013 : Scooby-Doo : Mystères associés : Mantalo, Capitaine Caverne (épisode 14), Chen (épisode 15), Dynomutt (épisode 40) et le Pr Horatio Kharon (épisode 48)
- 2010-2022 : La Ligue des justiciers : Nouvelle Génération : Sportsmaster (1re voix), Pr Anthony Ivo (1re voix), Dr Mark Desmond  (1re voix), Deathstroke, Mongul et Galet Dasim
- 2011-2013 : Ben 10: Ultimate Alien : Galapagos, Pyke, Pr Paradox, Addwaitya, Spellbinder, le roi Xarion, l'inspecteur 13 et Surgeon (épisode 6)
- 2011-2014 : Looney Tunes Show : Walter Bunny
- 2010-2011 : La Panthère rose et ses amis : le narrateur des titres / voix additionnelles
- 2012-2013 : Green Lantern : Zilius Zox, Salaak, Appa Ali Apsa, Veon, Chaselon, Goggan (1re voix) et Sinestro
- 2012-2013 : Les Nouvelles Aventures de Peter Pan : M. Mouche / Danny Plouf (épisode 18)
- 2012-2015 : La Maison de Mickey : Ludwig Von Drake (2e voix, à partir de l'épisode 1 de la saison 4)
- 2013 : Lego Star Wars : Les Chroniques de Yoda : C-3PO (1re voix), le narrateur (1re voix)
- 2013 : Turbo FAST : Luminos et le comte Tikula
- 2013-2014 : Dofus : Aux trésors de Kerubim : Kerubim Crépin (création de voix)
- 2013-2014 : Lanfeust Quest : Nicolede (création de voix)
- 2013-2015 : Ben 10: Omniverse : Blarney T. Hokestar, Pr Paradox et le shérif Watt-Sen
- 2013-2016 : Les Singestronautes : Gamster X, Lord Peel, Tina, le chef Starkin et Gorillo[3]
- 2014 : Archer : Nikolai Jakov (saisons 1 à 3)
- 2014 : Prenez garde à Batman ! : Ra's al Ghul, le directeur de la prison et un présentateur  (épisode 12) et un ninja  (épisode 13)
- 2014 : Star Wars Rebels : C-3PO
- 2014 : Dora and Friends : Au cœur de la ville : le chef bandit (épisode 11)
- 2014-2016 : Les Végétaloufs dans la place : Bob la tomate, Larry le concombre, Rastibougon la courgette, Papa raisin, Jimmy et Jerry les courges, Archibald l'asperge
- 2014-2019 : Mickey Mouse : Ludwig Von Drake et Balthazar Picsou
- 2014-2024 : Wakfu : Kerubim Crépin (création de voix)
- 2015 : Mini Ninjas : le seigneur Ashida
- 2015-2020 : Hé, Oua-Oua : le narrateur (création de voix)
- 2015-2020 : Bugs ! Une production Looney Tunes : voix additionnelles
- 2015-2020 : Thunderbirds : Aloysius Parker
- 2016 : Lego Star Wars : L'aube de la Résistance : C-3PO
- 2016-2019 : Les Supers Nanas : Ratus-Minus, Minus-Man et voix additionnelles
- 2016-2018 : La Ligue des justiciers : Action : Black Adam, Mister Mind (1re voix), Mongul, Chronos, Virman Vundabar, Zilius Zox, Kanjar Ro, Sinestro et voix additionnelles
- 2017-2020 : Raiponce, la série : l'oncle Monty
- 2017-2021 : La Bande à Picsou : Balthazar Picsou, Flagada Jones et Ludwig Von Drake
- 2017-2021 : Mickey et ses amis : Top Départ ! : Ludwig Von Drake
- 2018 : La Légende des Trois Caballeros : Balthazar Picsou (saison 1, épisode 12), le chauffeur de taxi, Merlin et Bulldog
- 2018 : Star Wars Resistance : C-3PO (saison 1, épisode 1)
- 2018 : Star Wars : Forces du destin : C-3PO (saison 1, épisode 5)
- 2018 : Chasseurs de trolls : Les Contes d'Arcadia : Merlin
- 2019 : Captain Tsubasa : le narrateur
- 2019 : Tom-Tom et Nana : M. Henri (création de voix)
- 2020-2023 : Looney Tunes Cartoons : voix additionnelles
- 2020 : Mages et Sorciers : Les Contes d'Arcadia : Merlin
- 2020-2022 : Le Monde Merveilleux de Mickey : Ludwig Von Drake / Jiminy Cricket (épisode 18)
- 2021 : Star Wars: The Bad Batch : le narrateur
- depuis 2021 : Idéfix et les Irréductibles : Asmatix, un des deux légionnaires et voix additionnelles (création de voix)
- 2022 : Le Cuphead Show ! : Henchman
- 2023 : Le Pavillon des hommes : Maître Murase
- 2023 : Agent Elvis : Stanley Kubrick
- 2023 : Il était une fois... ces Drôles d'objets : Maestro (création de voix)
- 2025 : La Maison de Mickey+ (en) : Pr Ludwig Von Drake

### Jeux vidéo
- 1993 : Zelda: The Wand of Gamelon : Le marchand, Grimbo, Yokan, Wizzrobe, Omfak, Hektan, Lord Kiro
- 1993 : Mad Dog McCree : Le barman
- 1993 : The 7th Guest : Henry Stauf
- 1993 : Sam and Max Hit the Road : Sam et Max
- 1995 : Full Throttle : Adrian Ripburger (et une dizaine d'autres personnages)
- 1995 : Star Wars: Dark Forces : le narrateur
- 1995 : Les Guignols de l'info… le jeu ! : voix additionnelles[n 14]
- 1996 : Afterlife : Jasper
- 1997 : La Panthère rose : Passeport pour le danger : Professeur Von Schmarty, voix additionnelles[n 14]
- 1997 : The Curse of Monkey Island : Stan
- 1997 : Atout Clic :  le crayon
- 1998 : La Panthère rose 2 : Destination mystère : Sortjeté, Sansenva Hésarevien, Docteur Pazentoc, voix additionnelles[n 14]
- 1998 : Star Wars: Rebellion : C-3PO
- 1999 : Star Wars, épisode I : La Menace Fantôme : Jar Jar Binks, Porte de sécurité de Coruscant
- 1999 : Star Wars Episode I: Le Nouveau Monde Gungan : Jar Jar Binks
- 1999 : Star Wars : Les Défis de Yoda : C-3PO
- 1999 : Rayman 2: The Great Escape : le second de Barbe-Tranchante, le vendeur du Grolgoth[n 14]
- 1999 : Hype: The Time Quest : voix additionnelles[n 14]
- 2000 : Star Wars - Force Commander : C-3PO
- 2000 : Le Magicien d'Oz : l'épouvantail, le bûcheron en fer blanc, le lion poltron, le Magicien d'Oz, voix additionnelles
- 2000 : Star Wars : Le Maître des Maths : Sebulba, Ratts
- 2000 : Donald Duck Couak Attack : Géo Trouvetou
- 2000 : Pokémon Stadium : le commentateur
- 2000 : Winnie l'ourson - Premiers pas : Winnie l'ourson (voix chantée)
- 2000 : Le Club des cinq et le Trésor de l'île : Pr Johnson et Joshua (le pêcheur)
- 2000 : Le Club des cinq joue et gagne : M. Loomer, M. Pottersham et Joshua (le pêcheur)
- 2001 : Pokémon Stadium 2 : le commentateur
- 2001 : Adibou 3 : Robitoc et Kikook
- 2001 : Star Wars: Galactic Battlegrounds : C-3PO
- 2001 : Le Club des cinq en péril : M. Loomer, le policier et James (le garde du corps)
- 2001[12] : Le Club des cinq : Le Mystère des catacombes : M. Loomer, oncle Henri et un des deux méchants
- 2002 : Warcraft III : Reign of Chaos: Paladin, Kel'Thuzad, Antonidas et personnages divers
- 2003 : Indiana Jones et le tombeau de l'empereur : le marshal Kai Ti Tchang, Qin Shi Huangdi, le serveur
- 2003 : Beyond Good and Evil : Haïlé[n 14]
- 2003 : Disney : Le Mystère des clés perdues : Clyde (l'un des trois fantômes)
- 2003 : Le Monde de Nemo : Jacques (la crevette) et des poissons dans le filet
- 2004 : Spyro: A Hero's Tail : le sergent Byrd, Chasseur, les Anciens Tomas, Titan et Astor
- 2004 : Scooby-Doo! Le Livre des ténèbres : M. Dinsdale, Walter Peabody, Doug Milton et voix additionnelles
- 2005 : Psychonauts : Ford Cruller
- 2005 : Tom Clancy's Splinter Cell: Chaos Theory : le général Toshiro Otomo[n 14]
- 2006 : Kingdom Hearts 2 : Tac
- 2006 : Star Wars: Empire at War : C-3PO, IG-88
- 2007 : Sam and Max : Sauvez le monde : Sam et Max[n 14]
- 2008 : Fallout 3 : Confesseur Cromwell
- 2008 : Sam and Max : Au-delà du temps et de l'espace : Sam et Max
- 2008 : Totally Spies! Totally Party : Jerry[n 14]
- 2008 : Star Wars: The Clone Wars - L'Alliance Jedi : C-3PO
- 2009 : Adibou : Aventure J'explore le corps humain : Robitoc et Bouzzy Gouloum
- 2009 : Adibou : Je joue avec les Lettres et les Nombres : Robitoc et Bouzzy Gouloum
- 2009 : Adibou : Je joue à Lire et à Compter : Robitoc et Bouzzy Gouloum
- 2009 : The Saboteur : le Père Denis
- 2009 : Star Wars: The Clone Wars - Les Héros de la République : le narrateur et les droïdes de combat B2
- 2010 : Batman : L'Alliance des héros : le Roi du Temps et Sinestro
- 2011 : Star Wars : The Old Republic : Vol Kalla[n 14]
- 2011 : Kinect Disneyland Adventures : le Chapelier Fou et Winnie l'ourson
- 2012 : Darksiders II : le vieux Corbin
- 2013 : Disney Infinity : C-3PO et Don Carlton
- 2015 : Star Wars Battlefront : C-3PO[n 14]
- 2015 : Batman: Arkham Knight : Directeur Ranken (DLC Sous la Surface)
- 2016 : Lego Star Wars : Le Réveil de la Force : C-3PO
- 2017 : Wolfenstein II: The New Colossus : voix additionnelles[n 14]
- 2018 : Lego Les Indestructibles : voix additionnelles[n 14]
- 2019 : Astérix et Obélix XXL 3 : Le Menhir de cristal : Astérix[n 14]
- 2021 : Astérix et Obélix : Baffez-les tous ! : Astérix
- 2021 : New World : divers personnages
- 2022 : Lego Star Wars : La Saga Skywalker : C-3PO
- 2022 : Disney Dreamlight Valley : Picsou
- 2022 : Astérix et Obélix XXXL : Le Bélier d'Hibernie : Astérix
- 2023 : Tintin Reporter : Les Cigares du pharaon : voix additionnelles
- 2023 : Astérix et Obélix : Baffez-les tous ! 2 : Astérix
- 2024 : Totally Spies! - Cyber Mission : Jerry

### Autre
- 2017 : Point Culture - le Corps Humain (LinksTheSun) : Maestro
- 2019 : Attention Menhir (Parc Astérix) : Astérix

### Direction artistique
| - 2015 : Area 51 - 2021 : Muppets Haunted Mansion - 2023 : Devil's Peak (en) - 2016 : Le Petit Dinosaure : L'Expédition héroïque - Le Muppet Show (redoublage de 2021, avec Edgar Givry et Dorothée Pousséo) - New York Police Blues (redoublage de 2022) - Le Nouveau Muppet Show (en) - Hello Jack ! Un monde de gentillesse - Glitch (en) - Espion à l'ancienne | - 2017 : The Saint - 2009 : Claude l'ours polaire - 2011 : La Panthère rose et ses amis - 2014-2016 : Les Végétaloufs dans la place - 2014-2017 : Roi Julian ! L'Élu des lémurs - 2015-2020 : Thunderbirds, les sentinelles de l'air - 2018 : Sirius the Jaeger (en) - 2018 : Zafari - 2019 : Luo Bao Bei (en) - 2020 : Kipo et l'âge des Animonstres - 2020 : Comptinie-les-oies - 2021 : M.O.D.O.K. (codirection - saison 1, épisode 2) - depuis 2022 : Hamster et Gretel - 2023 : My Daemon (en) |

## Voix off

### Émissions
- 1988-1990 : Les Guignols de l'info : François Mitterrand
- 2004-2005 : La Ferme Célébrités : voix-off
- 2006-2008 : Le Foot en folie 1, 2, 3
- 2007 : Secret Story : voix-off des sujets[n 15]
- 2008 : Star Academy : voix-off
- 2010 : La Ferme Célébrités en Afrique : voix off et People le lion
- 2019 : Je suis une célébrité, sortez-moi de là ! : voix-off

### Radio
De 2004 à 2007, il est la voix d'antenne d'Europe 2. En parallèle, de 2005 à 2006, il réalise des sketches pour l'émission On Plaisante Pas sur l'antenne.
Entre 2009 et 2010, il change d'antenne et devient la voix de Roc FM.

### Livres audio

#### Œuvres d'Albert UderzoetRené Goscinny
- 2019 : Le Tour de Gaule d'Astérix : Astérix
- 2019 : Astérix gladiateur : Astérix
- 2020 : Astérix le Gaulois : Astérix[13]
- 2020 : La Serpe d'or : Astérix
- 2020 : Le Menhir d'or : Astérix[14]
- 2022 : Astérix légionnaire : Astérix
- 2022 : Astérix et Cléopâtre : Astérix
- 2024 : Astérix aux Jeux olympiques
- 2024 : Le Combat des chefs : Astérix

#### Autres œuvres
- 2012 : Les Belles Histoires d'autrefois d'Isabelle Rousseau
- 2013 : 50 plus beaux contes des frères Grimm, Charles Perrault et Hans Christian Andersen
- 2019 : Sacrées Sorcières de Roald Dahl
- 2020 : Zazie dans le métro de Raymond Queneau
- 2024 : Totally Spies! : Le Triplé de rêve : Jerry
- 2024 : Totally Spies! : Le Choc du futur : Jerry
- 2024 : Totally Spies! : Perdues dans le temps : Jerry
- 2024 : Totally Spies! : Un monde parfait : Jerry
- 2024 : Totally Spies! : Frères ennemis : Jerry et Terence
- 2024 : Totally Spies! : Jerry superstar : Jerry
- 2024 : Totally Spies! : Arnold le Magnifique : Jerry
- 2024 : Totally Spies! : Une croisière sans fin : Jerry
- 2024 : Totally Spies! : Totalement givré ! : Jerry
- 2024 : Totally Spies! : Totalement pas Spies 1 : Jerry
- 2024 : Totally Spies! : Totalement pas Spies 2 : Jerry
- 2024 : Totally Spies! : Les Spies dans l'espace : Jerry
- 2024 : L'Île au trésor avec Mickey et Donald : Winnie l'ourson
- 2024 : Les Quatre Filles du Docteur March avec Minnie et Daisy : Winnie l'ourson
- 2024 : Don Quichotte avec Mickey et Donald : Winnie l'ourson

### Publicités
- Algoflash
- Banzaï
- Bouygues Telecom
- Conforama
- Darty
- Goliath Games (Carlo Crado, Cuisto Dingo, Réveille pas Papa!)
- Lego (Série Jack Stone de 2001)
- Monoprix
- Opel
- Pikifou
- Sironimo
- Sport 2000
- Spyro: Enter the Dragonfly
- Viandox
- Mc Donald's
- Vilmorin
- Volkswagen (campagne Volkswagen ID. Buzz, voix de C-3PO)